# Églisolles
Églisolles ist eine französische Gemeinde mit 309 Einwohnern (Stand: 1. Januar 2022) im Département Puy-de-Dôme in der Region Auvergne-Rhône-Alpes (vor 2016 Auvergne). Sie gehört zum Arrondissement Ambert und zum Kanton Ambert (bis 2015 Kanton Viverols).

## Geographie
Églisolles liegt etwa 60 Kilometer südöstlich von Clermont-Ferrand im Regionalen Naturpark Livradois-Forez. Der Fluss Ance begrenzt die Gemeinde im Südosten, sein Zufluss  Ligonne durchquert das Gemeindegebiet. Nachbargemeinden von Églisolles sind Grandrif im Norden und Nordwesten, Saint-Romain im Norden und Nordosten, Saillant im Osten und Südosten, Viverols im Süden, Saint-Just im Westen sowie Baffie im Westen und Nordwesten.

## Bevölkerungsentwicklung
| Jahr                       | 1962 | 1968 | 1975 | 1982 | 1990 | 1999 | 2006 | 2013 |
| Einwohner                  | 494  | 446  | 368  | 342  | 255  | 236  | 246  | 262  |
| Quellen: Cassini und INSEE |      |      |      |      |      |      |      |      |

## Sehenswürdigkeiten
- Kirche aus dem 18. Jahrhundert
- Burgruine Montcelard
- Burgruine Vertamy